# Wilder Veilchenbaum
Der Wilde Veilchenbaum (Securidaca longipedunculata) ist eine Pflanzenart aus der Gattung Securidaca innerhalb der Familie der Kreuzblumengewächse (Polygalaceae). Sie wird in ihrem Verbreitungsgebiet so vielfältig genutzt, dass dadurch die Erhaltung dieser Art gefährdet ist.

## Beschreibung und Phänologie

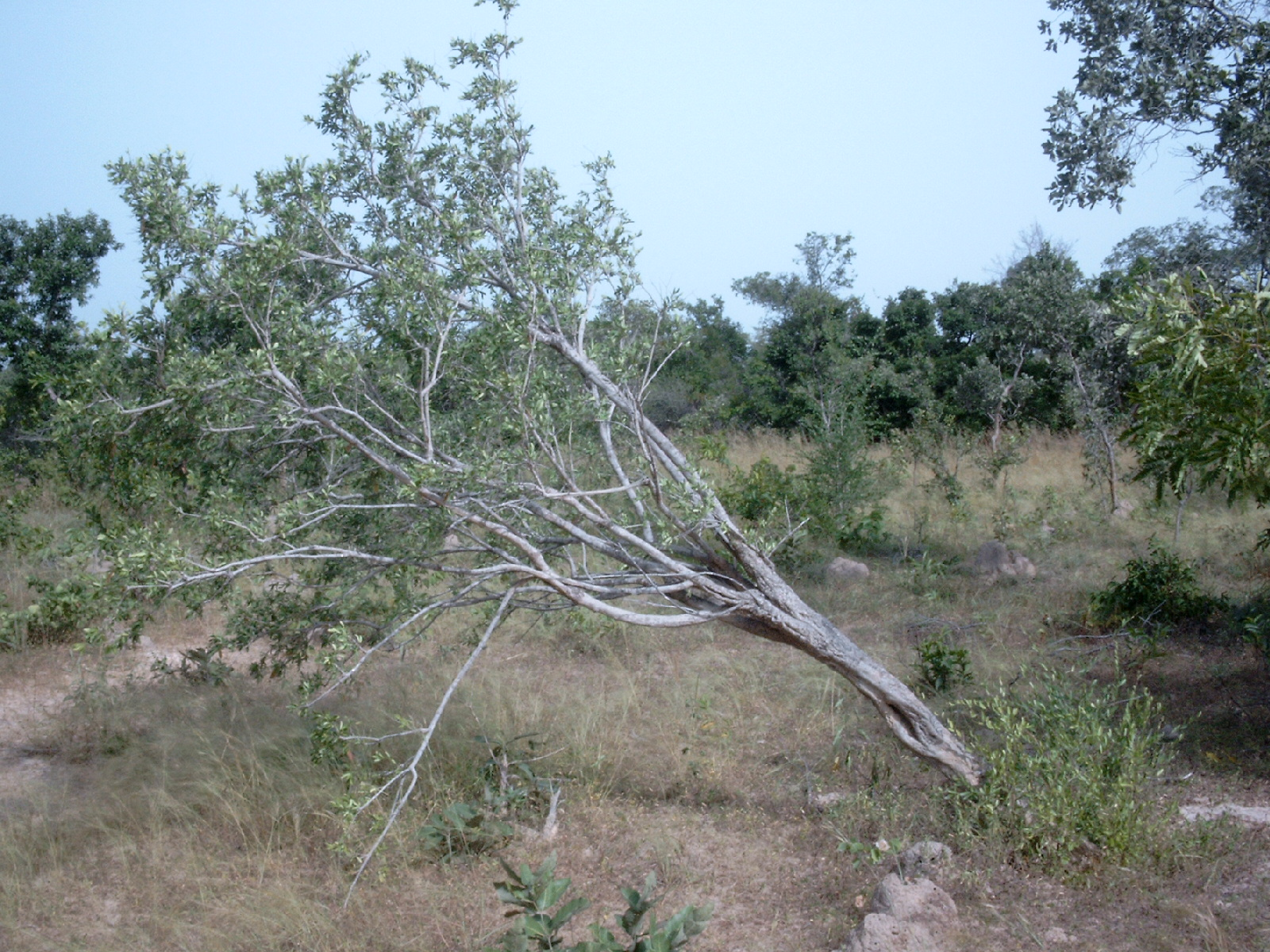
Habitus, Borke und Laubblätter

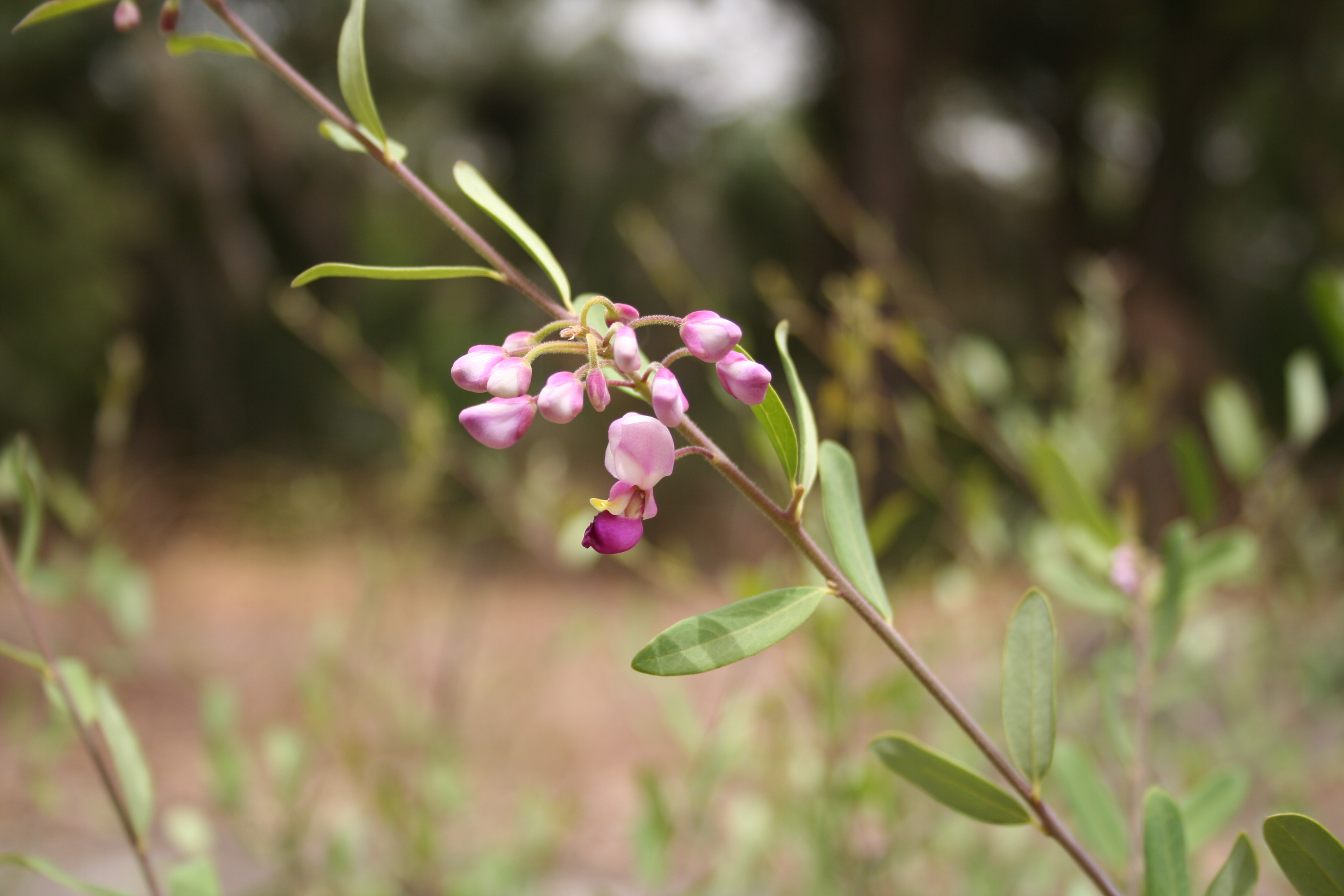
Einfache Laubblätter und Blütenstand mit zygomorphen Blüten

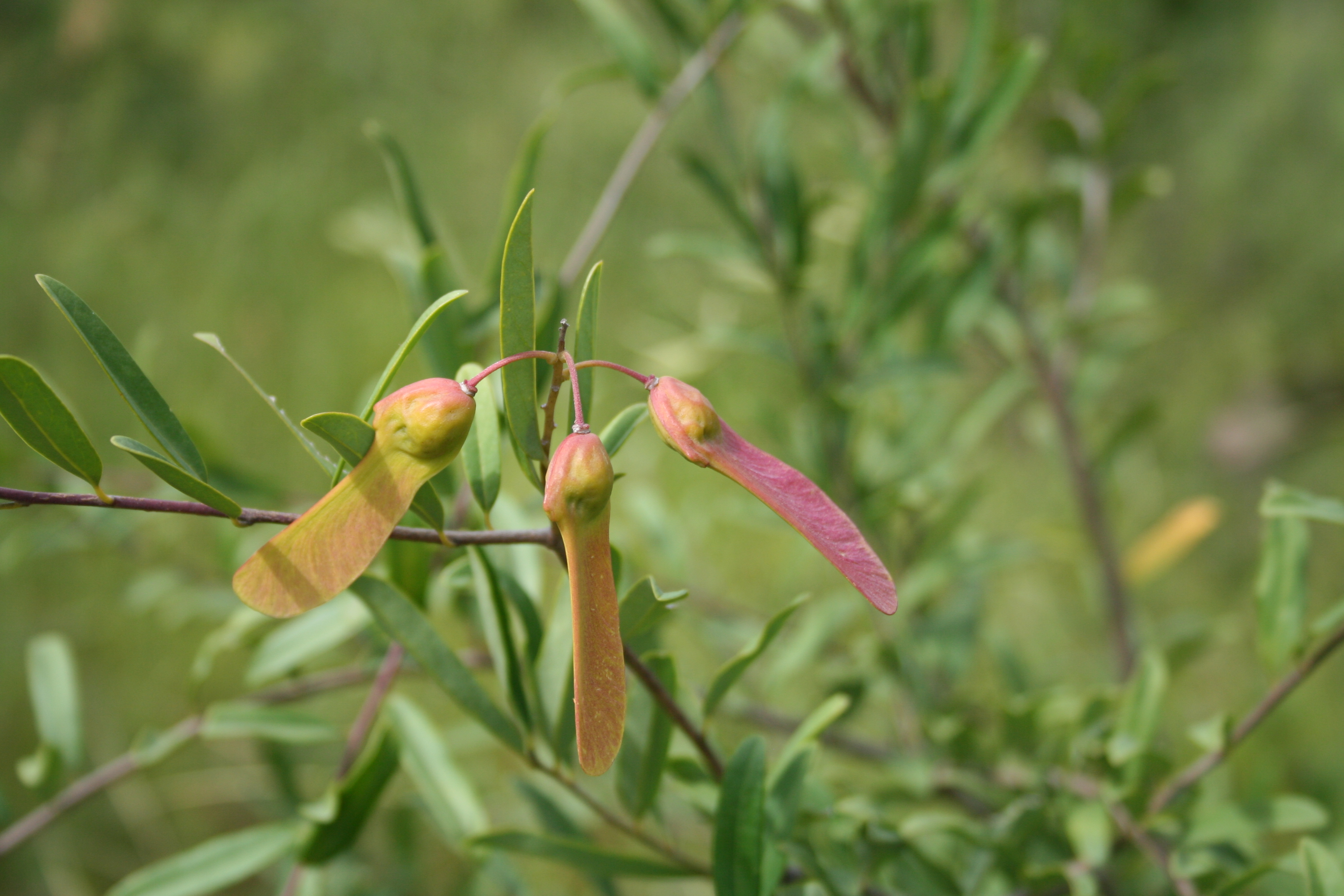
Fruchtstand

### Vegetative Merkmale
Der Wilde Veilchenbaum wächst je nach Standort als laubabwerfender bis halbimmergrüner, Strauch oder kleiner bis mittelgroßer Baum und erreicht Wuchshöhen von 4 bis 6, seltener bis zu 12 Metern. Er ist gut verzweigt und bildet offene Kronen. Der Stamm ist abgeflacht bis etwas gerillt. Die charakteristische glatte Borke ist hellgrau. Die Rinde der relativ kleinen Zweige ist sehr fein behaart. Er ist mit Dornen bewehrt.
Die Laubblätter sind wechselständig angeordnet oder krönen gedrungene Dornzweige, die manchmal in einer stacheligen Spitze enden. Die Laubblätter sind in Blattstiel und -spreite gegliedert. Der schlanke Blattstiel ist bis zu 5 Millimeter lang, Die Laubblätter sind variabel in Größe und Form. Anfangs sind die Laubblätter fein behaart und verkahlen später. Die einfache, ledrige, grau-grüne und ganzrandige Blattspreite ist bei einer Länge von 1 bis 5 Zentimetern sowie einer Breite von 0,5 bis 2 Zentimetern elliptisch oder eiförmig bis verkehrt-eiförmig mit spitz-zulaufender Spreitenbasis und gerundetem oberen Ende.

### Generative Merkmale
Die Blütezeit ist abhängig vom Beginn der Regenzeit, gleichzeitig mit dem Austrieb der neuen Laubblätter und liegt in Südafrika im Frühling bis Frühsommer. End- oder seitenständig auf einem schlanken Blütenstandsschaft steht der 3 bis 5 Zentimeter lange Blütenstand. Der Blütenstiel ist lang und schlank.
Die relativ kleinen, süßlich duftenden, zwittrigen Blüten sind bei einer Länge von etwa 10 Millimetern zygomorph mit doppelter Blütenhülle. Von den fünf ungleichen Kelchblättern sind die zwei seitlichen petaloid, groß und flügelähnlich. Die Farbe der Blütenkronen wechselt von rosa- bis lila- oder purpurfarben. Von den drei freien Kronblättern ist das mittlere hakenförmig. Die acht Staubblätter sind zu einer gespaltenen Röhre verwachsen.
Die Früchte verbleiben oft monatelang an den Zweigen und es wird gesagt, dass die am längsten hängenbleibenden am besten keimen. Der Wilde Veilchenbaum trägt ab dem südafrikanischen Herbst zwischen April und August Früchte. Die mehr oder weniger runde Nussfrucht ist relativ stark geadert oder seltener glatt und besitzt an einer Seite einen Flügel. Der markante, bis zu 4 Zentimeter lange, längliche, stark gekrümmte, häutige Flügel ist anfangs purpurfarben-grün und wird später hell-strohfarben. Das Tausendkorngewicht beträgt je nach Quelle 241,97 g oder 250,22 g.

## Ökologie
Besonders während der Blütezeit wird Securidaca longipedunculata von Vögeln, Schmetterlingen und anderen Insekten besucht.

## Systematik
Der Gattungsname Securidaca ist vom lateinischen Wort securis für Beil abgeleitet und bezieht sich auf die Form des Flügels an der Frucht bezieht. Das Artepitheton longipedunculata bezieht sich auf den langen Blütenstandsschaft.
Von Securidaca longipedunculata gibt es die zwei Varietäten Securidaca longepedunculata Fresen. var. longepedunculata und Securidaca longepedunculata var. parvifolia Oliv.

## Vorkommen
Securidaca longipedunculata ist in manchen tropischen bis subtropischen Gebieten Afrikas verbreitet. Fundorte gibt es in Eritrea, Äthiopien, Angola, Benin, Burundi, Kamerun, im Tschad, in der Elfenbeinküste, in der Demokratischen Republik Kongo, in Gambia, Ghana, Guinea, Kenia, Malawi, Mali, Mosambik, Niger, Nigeria, Ruanda, Senegal, Sierra Leone, Sudan, Tansania, Uganda, Sambia, Simbabwe, Botswana, Namibia sowie Südafrika. Innerhalb Südafrikas kommt eine der zwei Unterarten nur in Limpopo und die andere auch in den nordwestlichen Provinzen Gauteng sowie Nordwest vor.
Securidaca longipedunculata gedeiht in vielfältigen Vegetationsgebieten wie semiariden Buschland bis dichten Wäldern, einschließlich unterschiedlichen Waldländern und Strauchhabitaten, sowie Galeriewäldern oder dem Miombo. Der Wilde Veilchenbaum gedeiht in Waldland und trockenen Savannen.
Sein Wachstum ist unterschiedlich und abhängig von Klima oder Höhenlage. Die Bandbreite an möglichen Klimaten reicht von subtropisch über heiß und arid bis Sommerregengebiet und äquatorial feucht. Er kommt in Höhenlagen von 0 bis 1800 Metern vor. Securidaca longipedunculata gedeiht bei durchschnittlichen Jahresniederschlägen von 600 bis 1000 mm. Er gedeiht meist auf sauren, sandigen oder steinigen Böden. Securidaca longipedunculata ist widerstandsfähig gegenüber Buschfeuern und empfindlich auf Frost.

## Gefährdung und Schutz
Die beiden Varietäten von Securidaca longipedunculata werden in der Rote Liste gefährdeter Arten Südafrikas als „Least Concern“ = „nicht gefährdet“ bewertet.
Securidaca longipedunculata leidet unter der übermäßigen Verwendung als Heilpflanze für die traditionelle Medizin. Auch Trockenperioden und Buschbrände gefährden die Ausbreitung und den Erhalt dieser Art.
Securidaca longipedunculata ist in der Liste zum „Nationalen Forstgesetz Südafrikas“ von 1988 als geschützter Baum aufgenommen worden. Auch der Royal Botanic Gardens, Kew hat Securidaca longipedunculata in seine Aktion (frei übersetzt etwa „Adoptiere einen Samen – erhalte eine Art“) aufgenommen.

## Trivialnamen
Der englischsprachige Trivialname lautet: Violet tree, in Afrikaans: Krinkhout, in Manding: Satene, Setswana: Mmaba, Tshivenda: Mpesu, Sukuma: Nengonengo, Acholi: Laliya, Yao: Luguluka, Nyakasasi, Shambaa: Mbazu, Dioula: Pelga, Moore, Chidigo / Suaheli: Mzigi, Kihehe: Mulyasenga, Mwera: Mtikwi.

## Nutzung und Ethnobotanik
Securidaca longipedunculata wird als Zierpflanze in Parks und Gärten verwendet und beispielsweise als Hecke gepflanzt.
Beim Volk der Vhavenda in der Provinz Limpopo ist Securidaca longipedunculata ein magischer Baum. In Limpopo werden die Wurzeln von den Vhavenda verwendet, um Geisteskrankheiten vorzubeugen, auch glauben sie, dass diese Kinder während der Stillzeit vor Krankheiten schützt.
Es werden alle Pflanzenteile von Securidaca longipedunculata genutzt: Wurzeln, Rinde, Borke, Holz, Samen, Blätter. Die Nutzung in verschiedenen Ländern wird unterschiedlich angegeben.
Junge Laubblätter werden gegart als Gemüse oder in Soßen gegessen.
Die Wurzeln von Securidaca longipedunculata werden für die Behandlung von Husten, Brustbeschwerden, Zahnschmerzen, Gicht, Fieber, Verstopfung, Diabetes und Mikrobeninfektionen verwendet. Seine entzündungshemmenden Eigenschaften helfen, arthritische Schmerzen zu lindern.

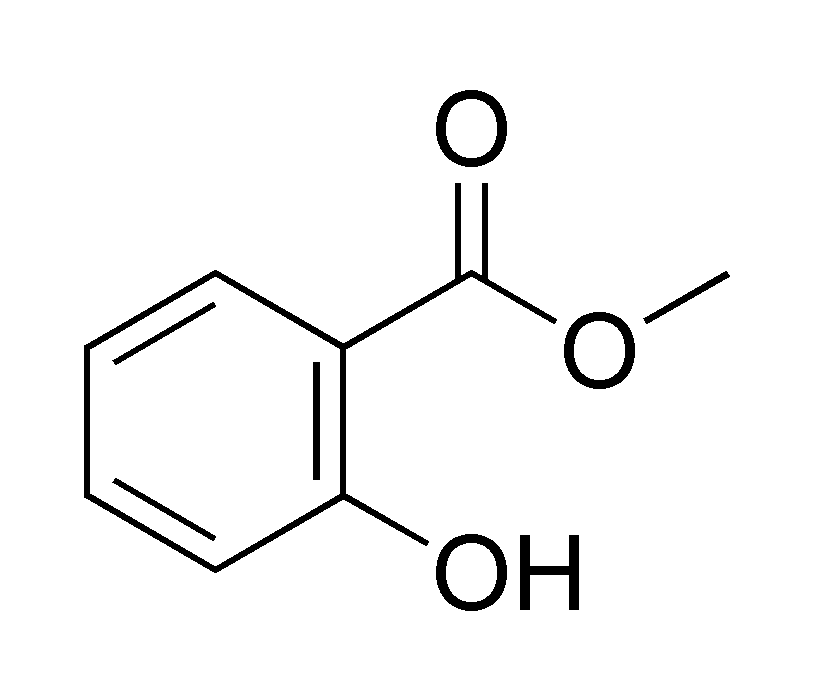
Methylsalicylat

Die Wurzeln sind extrem giftig und riechen nach dem enthaltenen Methylsalicylat (Wintergrünöl), das wohl der Grund für die vielfältigen Verwendungen ist. In Westafrika dient es als Pfeilgift bei der Jagd. Ein vielseitig verwendetes Gift wird aus der Mischung eines Methanol-Extrakts und der Methylsalicylatbestandteile der Wurzeln gewonnen.
In Simbabwe und wie auch in Burkina Faso werden die Wurzeln genutzt, um Personen, die von bösen Geistern befallen zu sein scheinen, zu behandeln und sie werden auch bei Schlangenbissen verwendet.
Die Borke liefert dauerhafte Fasern, dient der Herstellung von Fischernetzen und Körben und wird verwendet, um Seife herzustellen.
Die Samen werden zur Ölgewinnung genutzt. Den Blättern werden die Inhaltsstoffe nach Quetschen durch Wasser entzogen.

### Verwendung als Pestizid
Die Rinde der Wurzeln und die Wurzeln selbst können, pulverisiert, in Kornvorräte gestreut werden, um als (Bio-)Insektizid gegen Käfer zu dienen. Diese Anwendung nützt kleinen selbstversorgenden Bauern, die sich die chemischen Pestizide finanziell nicht leisten können.
Die getrockneten Wurzeln des Wilden Veilchenbaumes können zu feinem Pulver gemahlen werden und werden so zum Schutz von Kornvorräten verwendet. Methylsalicylat ist als pflanzlicher Inhaltsstoff bekannt, die Insektenabwehreigenschaften besitzt. Im Wilden Veilchenbaum sind 90 % der löslichen Bestandteile der Wurzeln Methylsalicylat, was ziemlich ungewöhnlich ist.
Eine Mischung eines Methanolextraktes und Methylsalicylat ergibt ein wirksames „(Bio-)Pestizid“ gegen Rüsselkäfer und andere Insekten in Vorratsgetreide. Studien bei Kuhbohnen und Mais ergaben, dass nach 6 Tagen die Mortalität der diesem Pulver ausgesetzten erwachsenen Käfer in einem geschlossenen Behälter 100 % betrug.
Darüber hinaus wurde bei der Verwendung des Wilden Veilchenbaumes bei bereits von Rüsselkäfern befallenem Mais um 65 % verringert. Die meistverbreiteten Vorschädlinge sind Maiskäfer (Sitophylus zeamais), Getreidekapuziner (Rhyzopertha dominica) und Grosser Kornbohrer (Prostephanus truncates). Studien legen nahe, dass der Maiskäfer in der Lage ist, den Geruch von Methylsalicylat wahrzunehmen und versucht, es zu meiden. Der Wilde Veilchenbaum bietet sowohl ein Abwehrmittel als auch ein Gift, welches hilft, die Zahl der weiblichen Eier in dem gelagerten Korn zu verringern.
Diese Form der Nutzung des (Bio-)Pestizids ist sehr wirksam und ermöglicht die Lagerung von Mais für mindestens 9 Monate. Diese Entdeckung gibt kleinen Bauern eine billige natürliche Alternative zu synthetischen Pestiziden. In manchen Entwicklungsländern ist es für arme Bauern schwierig, Zugang zu erschwinglichen und guten Pestiziden zu erhalten.

### Hindernisse für eine größere Nutzung
Der Wilden Veilchenbaum wird für viele verschiedene Zwecke verwendet, häufig wird dabei die Wurzel genommen. Wenn aber die Wurzeln von Securidaca longipedunculata ständig beschnitten und so abgeerntet werden, ist es für die Pflanzen schwer, zu überleben.
Das Nutzen des Wilden Veilchenbaum als „Pestizid“ für Lagerung von Körnern ist nicht sehr verbreitet. Obwohl als Insektizid, Mais für längere Zeit zu lagern sehr wirksam, gibt es für die Verbreitung der Anwendung Hindernisse. Da es unsicher ist, dass das Ausgangsmaterial des Wilden Veilchenbaumes in ausreichenden Mengen verfügbar ist, gibt es wenig Anreize, in ein Vorhaben wie die Herstellung eines (Bio-)Insektizids zu investieren. Darüber hinaus zeigen Studien, dass eine bestimmte Konzentration des aktiven Bestandteiles, Methylsalicylat, notwendig ist, um als Insektizid wirksam zu sein. Es sind verbesserte Technologien notwendig, um mit dem Pulver alles Korn zu erreichen, so dass das Insektizid als Abwehrschutz wirksam wird.
Das Umschaufeln der Maiskörner von Hand ist für den Bauern arbeitsintensiv und gewährleistet nicht immer, dass alles Korn erfasst wird. Eine Lösung könnte sein, das Pulver mit Wasser zu mischen. Ein Extrakt könnte für Maissaat nützlich sein, weil die glatte Oberfläche von Maiskörnern das Anhaften des Pulvers des Wilden Veilchenbaumes an der Oberfläche verhindert. Das würde es ermöglichen, das Beizmittel gleichmäßig auszubringen. Allerdings sind weitere Tests und Studien erforderlich, um dieses Verfahren zu verbessern.